# My Week with Marilyn
My Week with Marilyn ist ein Filmbiografie des britischen Regisseurs Simon Curtis aus dem Jahr 2011. Das Drama behandelt die Dreharbeiten zur Filmkomödie Der Prinz und die Tänzerin (1956), bei dem es zu Spannungen zwischen Hauptdarstellerin Marilyn Monroe (dargestellt von Michelle Williams) sowie Regisseur und Hauptdarsteller Laurence Olivier (Kenneth Branagh) kam. Monroe suchte in dieser Zeit Anna Freud auf und begab sich aufgrund ihrer psychischen Labilität in eine Kurzzeittherapie. Das Drehbuch basiert auf den gleichnamigen Erinnerungen des Filmemachers Colin Clark (1932–2002), der an Oliviers Film als Assistent mitwirkte und sich mit Monroe angefreundet haben soll. Seine Rolle wurde von Eddie Redmayne übernommen.
Der Film, das Kinodebüt von Regisseur Curtis, wurde am 9. Oktober 2011 auf dem New York Film Festival uraufgeführt. Der deutsche Kinostart war am 19. April 2012. Hauptdarstellerin Michelle Williams wurde für ihre darstellerische Leistung unter anderem mit dem Golden Globe Award ausgezeichnet und gemeinsam mit Kenneth Branagh für den Oscar nominiert. Der Film spielte bei einem geschätzten Budget von 6,4 Millionen US-Dollar insgesamt 35 Millionen US-Dollar wieder ein.

## Handlung
England, Mitte der 1950er Jahre: Der junge Colin Clark hat die Hochschule absolviert und träumt von einer Karriere beim Film. Gegen den Willen seiner Eltern versucht er, bei der Filmproduktionsfirma von Laurence Olivier unterzukommen – der renommierte Schauspieler und Filmemacher hatte Clark bei einem Treffen einst einen Job nach seinem Studium in Aussicht gestellt. Trotz anfänglicher Ablehnung wird Colin wiederholt im Büro vorstellig, ehe er Olivier und dessen Ehefrau Vivien Leigh selbst abpassen und die Position eines Assistenten bei den bevorstehenden Dreharbeiten zu Oliviers Film Der Prinz und die Tänzerin mit Marilyn Monroe ergattern kann.
Colin nimmt sich ein Zimmer in einem billigen Motel, wo ihm niemand Glauben schenkt, dass er bald mit der Monroe zusammenarbeiten werde. Er steigt in der Gunst Oliviers, als er zwei Häuser für Monroe anmietet, darunter erfolgreich eines zum Schein, um die Paparazzi abzulenken. Bei der Ankunft Marilyns am Flughafen, die von ihrem Ehemann Arthur Miller, ihrem Geschäftspartner Milton Greene und ihrer Schauspiellehrerin Paula Strasberg begleitet wird, ist die englische Presse jedoch allgegenwärtig. Der Hollywood-Star stellt sich dennoch gewitzt und schlagfertig den Fragen der Journalisten.
Während sich Colin am ersten Drehtag zu Der Prinz und die Tänzerin in die Garderoben-Assistentin Lucy verliebt, kommt es zwischen Olivier und Marilyn in der Folge zu Spannungen. Sie erscheint oft verspätet auf dem Filmset und richtet bei Drehbuchbesprechungen ihre Fragen ausschließlich an Paula Strasberg statt an Olivier. Dennoch steht Marilyn in der Gunst des Filmteams, darunter der ebenfalls im Film auftretenden Schauspielerin Sybil Thorndike, die Marilyn vor Olivier verteidigt. Währenddessen entdeckt Colin in Marilyns Umkleideraum zahlreiche Tabletten, ehe er von der Schauspielerin selbst überrascht wird. Marilyn sucht bei Colin Bestätigung als Schauspielerin, die sie auch von ihm erhält. Daraufhin macht sie ihn am Filmset zu ihrem Vertrauten.
Während Oliviers Ehefrau die Konkurrenz mit Marilyn fürchtet, geht Colin mit Lucy aus, und beide werden intim miteinander. Marilyn erscheint nicht mehr auf dem Filmset und lädt stattdessen Colin zu sich ein. Beide verbringen den Tag gemeinsam in der Umgebung, entkommen den Fotografen und baden nackt in einem See. Es kommt zu einem Kuss zwischen den beiden, ehe sie vom Sicherheitspersonal aufgespürt werden. Milton Greene versucht Colin erfolglos klarzumachen, dass Marilyn nur mit den Männern spiele und mit gebrochenem Herzen zurücklasse. Als Marilyn erneut nach Colin verlangt, findet er sie in ihrem Haus aufgelöst vor. Sie hat zu viele Medikamente genommen und Notizen ihres Ehemanns Arthur Miller entdeckt, in denen er sich angeblich über sie lustig mache. Miller bestreitet dies und reist zurück in die Vereinigten Staaten, während Colin Marilyn zu Bett bringt und sich neben sie legt. In der Nacht wacht Marilyn schreiend auf, greift sich an den Bauch und fürchtet panisch, ein ungeborenes Kind zu verlieren. Ein Arzt wird gerufen, ohne dass Colin Näheres erfährt. In der Folge kehrt Marilyn an das Filmset zurück, verhält sich aber gegenüber dem jungen Mann abweisend.
Nach Ende der Dreharbeiten gesteht Colin Lucy, dass Marilyn ihm das Herz gebrochen hätte. Lucy freut sich darüber, da es hätte gebrochen werden müssen. Während Colin sein Motel verlässt, begegnet ihm noch einmal Marilyn, die sich bedankt und mit einem Kuss von ihm verabschiedet.

## Besetzung & Synchronisation

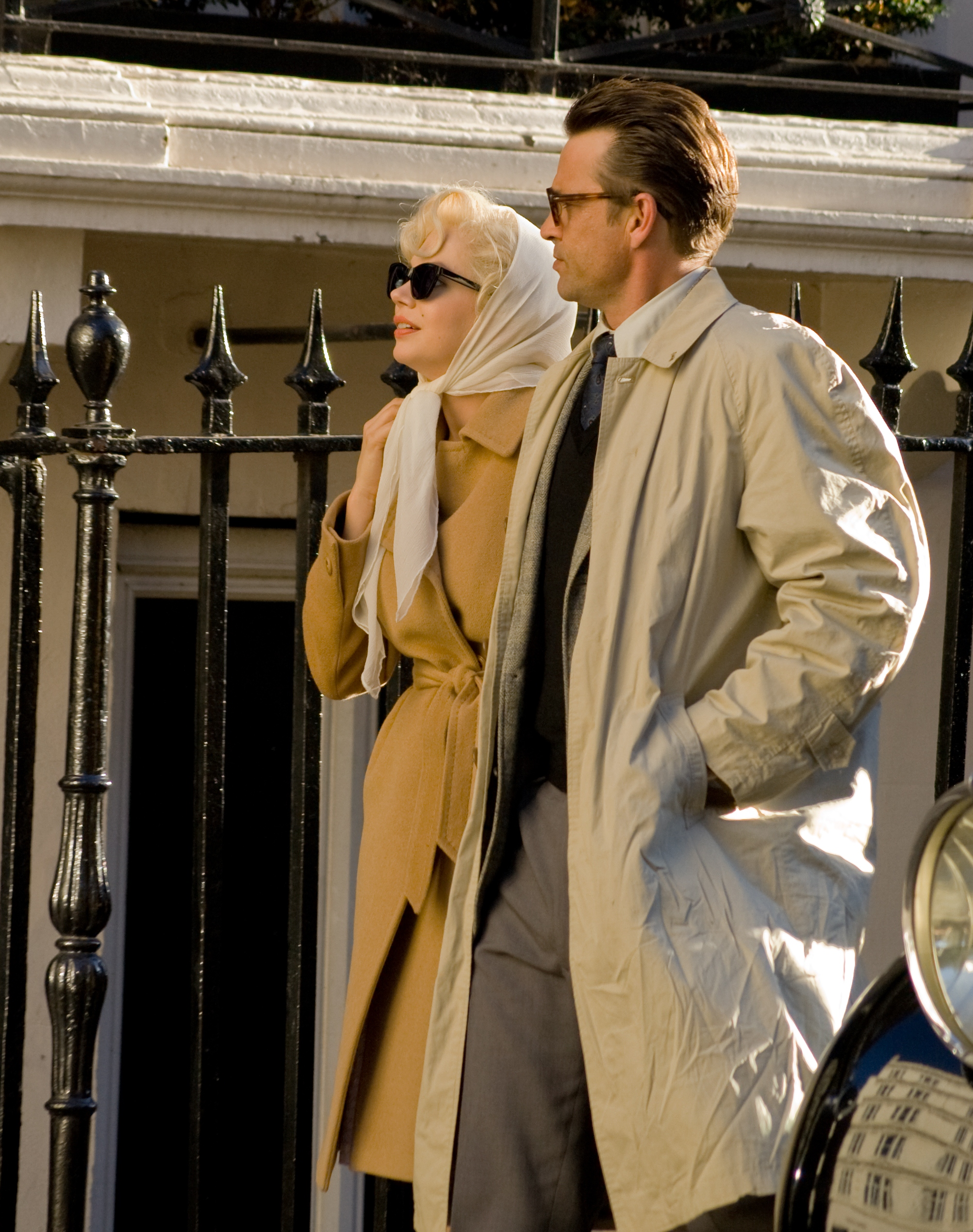
Michelle Williams und Dougray Scott am Filmset von My Week with Marilyn

Die deutsche Fassung übernahm die Berliner TV+Synchron. Dialogbuch und -regie stammen von Katrin Lehmann.
| Rolle                | Schauspieler        | Deutscher Sprecher     |
| -------------------- | ------------------- | ---------------------- |
| Marilyn Monroe       | Michelle Williams   | Schaukje Könning       |
| Laurence Olivier     | Kenneth Branagh     | Martin Umbach          |
| Colin Clark          | Eddie Redmayne      | Konrad Bösherz         |
| Lucy                 | Emma Watson         | Gabrielle Pietermann   |
| Sybil Thorndike      | Judi Dench          | Gisela Fritsch         |
| Paula Strasberg      | Zoë Wanamaker       | Beate Gerlach          |
| Arthur Miller        | Dougray Scott       | Matti Klemm            |
| Milton Greene        | Dominic Cooper      | Robin Kahnmeyer        |
| Vivien Leigh         | Julia Ormond        | Christin Marquitan     |
| Owen Morshead        | Derek Jacobi        | Rainer Gerlach         |
| Richard Wattis       | Richard Clifford    | Hans-Jürgen Dittberner |
| Roger Smith          | Philip Jackson      | Helmut Gauß            |
| Admiral Cotes-Preedy | Simon Russell Beale | Reinhard Scheunemann   |

## Auszeichnungen
Michelle Williams, die für den Film auch einige Lieder interpretierte, erhielt für ihr Porträt der Marilyn Monroe mehrere Auszeichnungen. 2011 wurde sie mit den Preisen der Filmkritikervereinigungen von Boston, Chicago, Dallas-Fort Worth, Florida, Toronto und dem Hollywood Film Award ausgezeichnet. 2012 folgten der Golden Globe Award als Beste Hauptdarstellerin in einer Komödie/Musical sowie Nominierungen für den Oscar, Screen Actors Guild Award und British Academy Film Award (BAFTA Award). Kenneth Branagh gewann für seine Darstellung des Laurence Oliver 2012 den London Critics’ Circle Film Award und wurde ebenfalls für den Oscar, Golden Globe und BAFTA Award als bester Nebendarsteller nominiert. Ebenfalls eine BAFTA-Nominierung erhielt Judi Dench.

## Kritiken
Der Film erhielt überwiegend gute Kritiken. Besonders die Darstellung von Michelle Williams wurde gelobt:

„Michelle Williams schlägt sich so gut, wie es in dieser Rolle eben geht - es gibt einen Teil von Marilyn, der unnachahmlich ist, aber den braucht dieser Film auch gar nicht.“

„Dennoch ist MY WEEK WITH MARILYN ein gelungener Film über den Mythos Marilyn und den Menschen Norma Jean Baker. Vor allem aber ist es, ganz besonders dank Michelle Williams, ein schöner Film über das Verhältnis von Norma Jean und Marilyn, gesehen durch die staunenden Augen eines Jünglings, der gar nicht weiß, wie ihm geschieht.“